# Walla Walla-i Közösségi Főiskola
A Walla Walla-i Közösségi Főiskola az USA Washington államának Walla Walla városában található felsőoktatási intézmény. A Washingtoni Állami Fegyházban kihelyezett kampusz működik. A börtön és a főiskola együttműködésében szőlészeti képzés indítását tervezték.
Az intézményben a környékbeli ipar igényeire szabott képzések (például hivatásos sofőr és mezőgazdaságigép-kezelő) is folynak.
A környékbeli középiskolákkal együttműködésben létrejött SEA Tech Center elkészültével új kurzusok indultak. 2013-ban az intézmény elnyerte az Aspen Intézet Közösségi Főiskolai Kiválóság díját.

## Sport
A Northwest Athletic Conference tagjaként játszó Walla Walla Warriorsnak labdarúgó-, röplabda-, kosárlabda-, softball-, golf- és rodeócsapata is van.

## Nevezetes személyek
- Bryan Pittman, amerikaifutball-játékos[9]
- Kimo von Oelhoffen, amerikaifutball-játékos[10]
- Mark Klicker, politikus[11]
- Mike Sellers, amerikaifutball-játékos[12]
- Ricky Pierce, kosárlabdázó[13]
- Tommy Lloyd, kosárlabdaedző[14]

## Fordítás
- Ez a szócikk részben vagy egészben  a   Walla Walla Community College című angol Wikipédia-szócikk ezen változatának fordításán alapul.  Az eredeti cikk szerkesztőit annak laptörténete sorolja fel. Ez a jelzés csupán a megfogalmazás eredetét és a szerzői jogokat jelzi, nem szolgál a cikkben szereplő információk forrásmegjelöléseként.